# Sibylle (Prophetin)

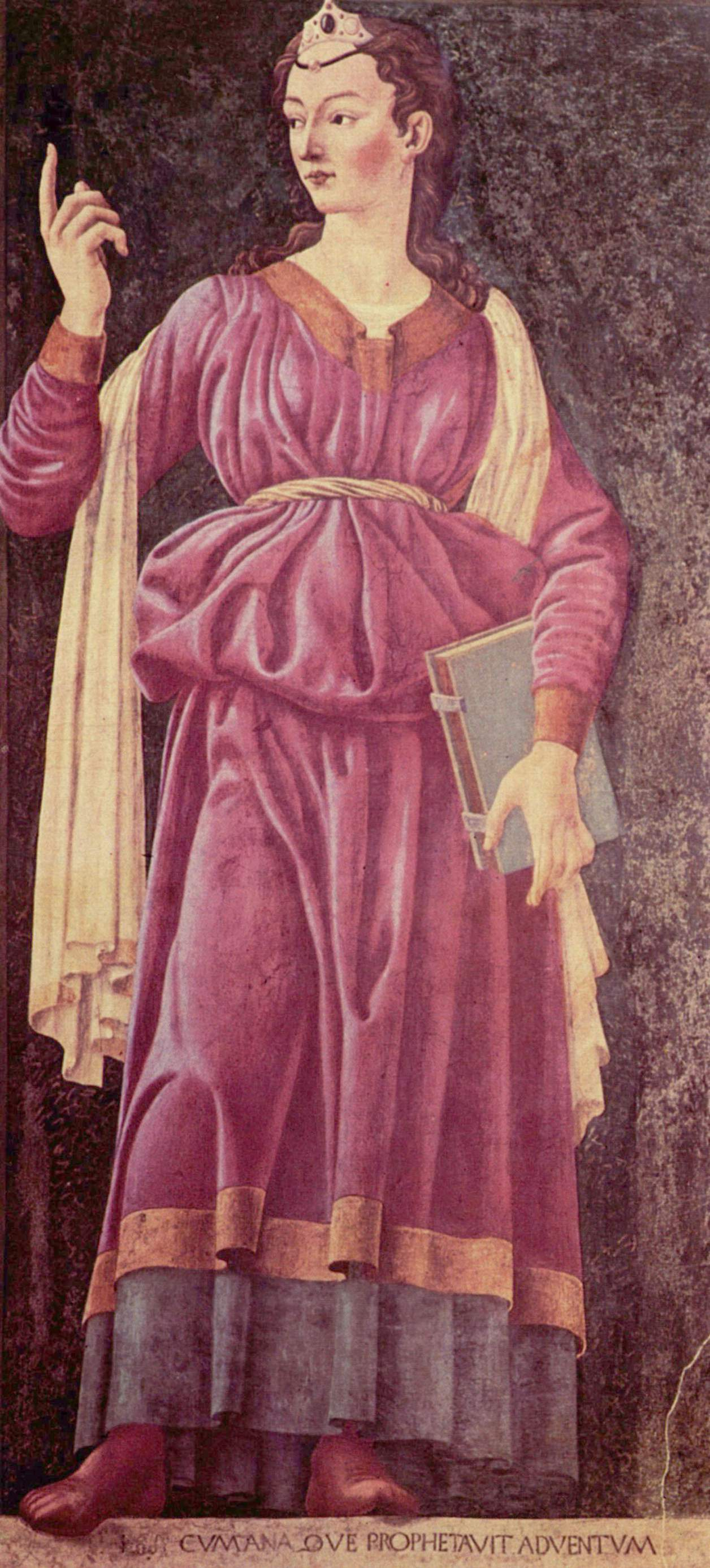
Andrea del Castagno: Sibylle von Cumae, um 1450

Eine Sibylle (altgriechisch σίβυλλα sibylla), fälschlich auch Sybille, ist dem Mythos nach eine Prophetin, die im Gegensatz zu anderen göttlich inspirierten Sehern ursprünglich unaufgefordert die Zukunft weissagt. Wie bei vielen anderen Orakeln ergeht die Vorhersage meistens doppeldeutig, teilweise wohl auch in Form eines Rätsels.

## Ursprung der Sibylle

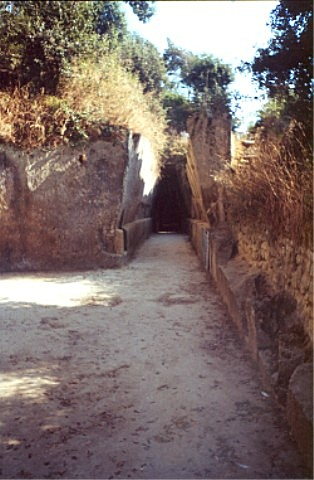
Sibyllengrotte von Cumae, Eingang

Die archaischen Ursprünge der Sibylle liegen vermutlich im Orient. Die Wurzeln ihrer Verehrung sind möglicherweise in Kleinasien im Umfeld von Mysterienkulten einer „Erdmutter“ wie Kybele zu suchen. Durch die Begegnung mit Formen altorientalischer ekstatischer Prophetie entwickelte sich im Laufe der Zeit das Verständnis der Sibylle als Prophetin, als weibliches Pendant oder Gegensatz zum Propheten. Die ursprüngliche Verbindung der Sibylle mit Erdgottheiten zeigt sich oft in dem ihr zugeschriebenen Aufenthaltsort, an einem Felsblock oder Felsspalt oder in einer Felsenhöhle, der Sibyllengrotte.
Obwohl denkbar ist, dass hinter der Figur der Sibylle eine historische Persönlichkeit steht, ist jedoch unklar, ob es jemals eine solche historische (einzige) Sibylle gegeben hat. Mehrere Orte erhoben mit der steigenden Popularität der Weissagungen der Sibylle im Altertum den Anspruch, das wahre und ursprüngliche Heiligtum (Temenos) der Sibylle zu sein, vor allem Erythrai und Marpessos. Es entstanden auch an zahlreichen anderen Orten Bezirke, in denen die Sibylle ihre Weissagungen getätigt haben soll. Spätere literarische Überlieferungen versuchen, diese verschiedenen Sibyllen zu unterscheiden und namentlich zu benennen. Damit wird „Sibylle“ dann in der Antike zu einer allgemeineren Bezeichnung von weiblichen Prophetinnen des Verborgenen. Wichtig ist dabei für das Verständnis einer Sibylle, dass sie ihre Wahrsagungen – im Gegensatz zum Orakel – eben in Ekstase von sich geben soll, worin man auch eine Verbindung zum ebenfalls aus Kleinasien kommenden Verständnis einer Kassandra sehen kann.
Es gibt zwei archäologisch gefasste Sibyllengrotten, wobei diese relativ jüngeren Datums sind, denn sie stammen aus römischer Zeit. Heute noch kann man in Cumae, in der Nähe von Neapel, eine Sibyllengrotte besichtigen. In der Orakelstätte zu Delphi in Griechenland findet sich außerhalb des Tempels und Sitz des Orakels ein Fels, der „Fels der Sibylle“, eventuell Zeichen eines archaischen Heiligtums und Vorgängerin des Orakels.

## Die Sibyllen der Antike

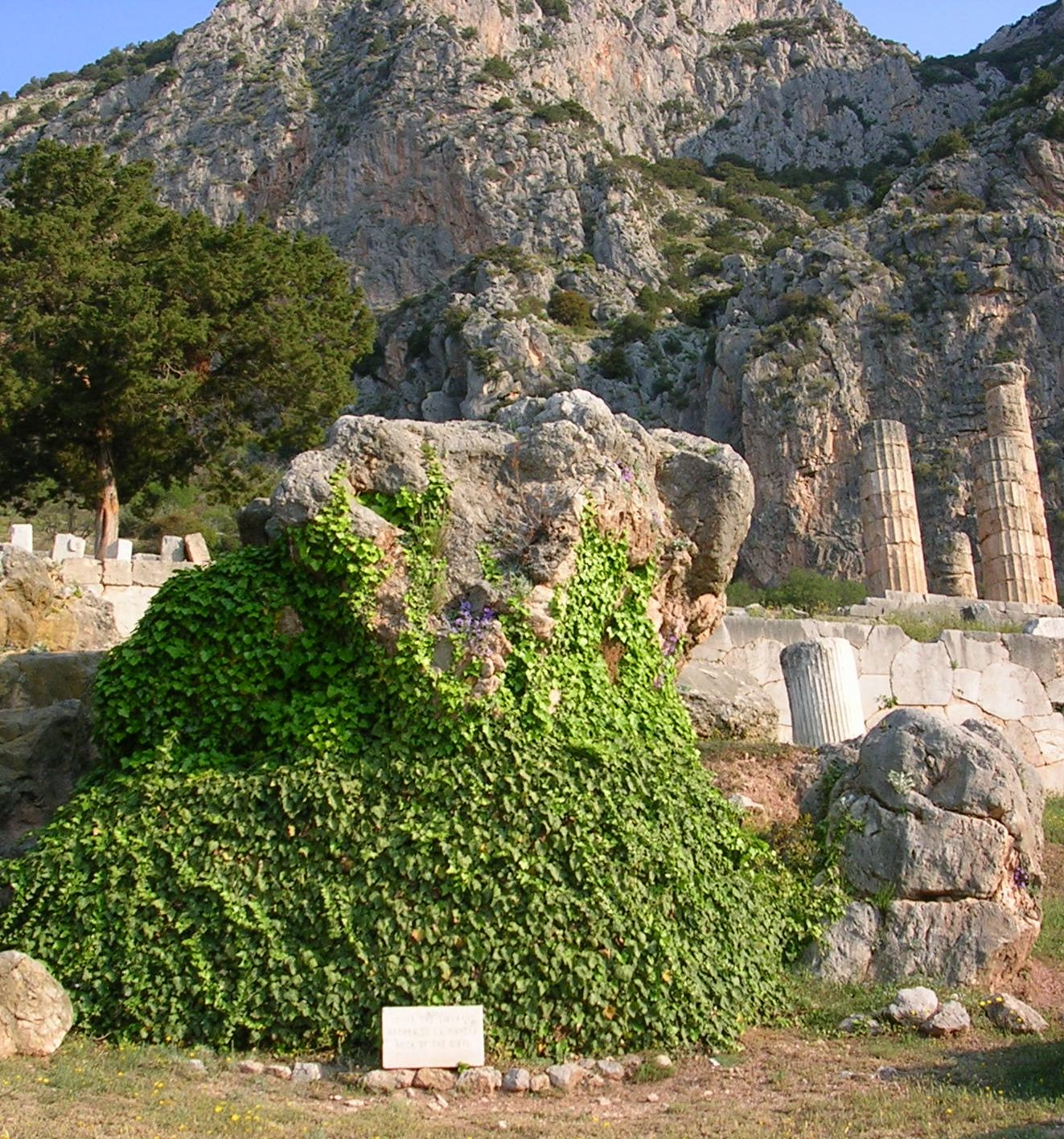
Fels der Sibylle, nach dem antiken Schriftsteller Pausanias Ort der Wahrsagung der Delphischen Sibylle

### Die Sibylle(n) der griechischen Antike
Im Griechenland der Antike waren Weissagungen durch die Sibylle(n) wohl zuerst unbekannt. So beschreibt Homer Orakel und Seher, eine Sibylle ist jedoch nicht erwähnt. Auch bei anderen Autoren ist sie vor dem 5. Jh. v. Chr. nicht zu finden. Eine erste nachweisbare schriftliche Beschreibung einer Sibylle ist dann überliefert im Fragment (Fr. 92) eines Textes des Heraklit von Ephesos. In Werken von Platon, Aristophanes und Euripides wird dann von Sibyllen in der Mehrzahl gesprochen. Die Autoren setzten dabei voraus, dass den Lesern ihrer Werke oder dem Publikum ihrer Schauspiele das Wesen der Sibyllen allgemein bekannt war. Dies kann als Nachweis einer Verbreitung dieser Form von Wahrsagung im antiken Griechenland und seinen Kolonien zumindest ab dieser Zeit angesehen werden, auch wenn manche Autoren der Zeit die Sibyllen teilweise kritischer betrachten als z. B. das Orakel der Pythia in Delphi. Akzeptanz und Popularität der (verschiedenen) Sibyllen findet sich im hellenischen Sprachraum dann bis weit ins 4. Jahrhundert n. Chr. Sammlungen ihrer meist kryptischen Worte werden durch die Anhänger dieser Form der Wahrsagung – oft im Verborgenen – verbreitet und jeweils im Sinne der Zeit interpretiert.

### Die sibyllinischen Bücher Roms
In der ursprünglichen römischen Religion waren Elemente der Religion der Etrusker enthalten. Allgemein hatte sich die Kultur der Etrusker parallel zu der Griechenlands entwickelt. Ihre Religion nutzte die Leberschau (Haruspizium) und die Interpretation des Vogelfluges (Auspizien) zur Deutung der Zukunft. Intensive Kontakte im Mittelmeerraum wirkten aber auch dann auf sie durch griechische Überlieferungen.
In diesem Umfeld entwickelt sich in Rom der offizielle Kult der Sibyllinischen Bücher als weitere Form der Deutung. Diese Bücher dürfen jedoch nicht mit den anderen Sibyllinischen Wahrsagungen der griechischen Antike gleichgesetzt werden, die weiterhin im hellenischen Sprachraum verbreitet waren. Die Bücher Roms waren eine Sammlung von überlieferten Sprüchen in griechischen Hexametern, im Tempel von mit der Oberaufsicht betrauten Männern verwaltet. Somit sind diese Bücher nicht einem Heiligtum der Sibylle zugeordnet und keine dieser Seherinnen war zu ehren, wenn die Bücher im Auftrag des Senates in Krisenzeiten konsultiert wurden. Nur einige ursprüngliche Verse aus den sibyllinischen Büchern sind im Buch der Wunder des Phlegon von Tralles (2. Jahrhundert) erhalten geblieben; die Bücher selbst verbrannten im Jahr 405.
Eine namentlich genannte Sibylle spielt jedoch in den Mythen Roms eine Rolle, denn es ist die cumaeische Sibylle, die Aeneas nach seiner Landung in Italien als Führerin in der Unterwelt dient; sie ist es auch, die ihm die große Zukunft der Stadt vorhersagt, so Vergil in der Aeneis. Somit ist anzunehmen, dass zumindest zu Vergils Zeiten die Figur einer oder mehrerer Sibyllen auch im Verständnis römischer Bürger (und nicht nur in hellenisch oder orientalisch geprägten Kolonien) eine Rolle spielen konnte. Zu beachten ist dabei, dass 204 v. Chr. der Kult der römischen Göttin Magna Mater in Rom eingeführt wurde. Diese „Große Mutter“ entsprach der aus dem kleinasiatischen Phrygien stammenden Göttin Kybele, deren Symbol, ein schwarzer Stein, damals nach Rom gebracht wurde.

## Die Sibyllen zum Ende des Römischen Reiches

### Die urchristliche Sibylle

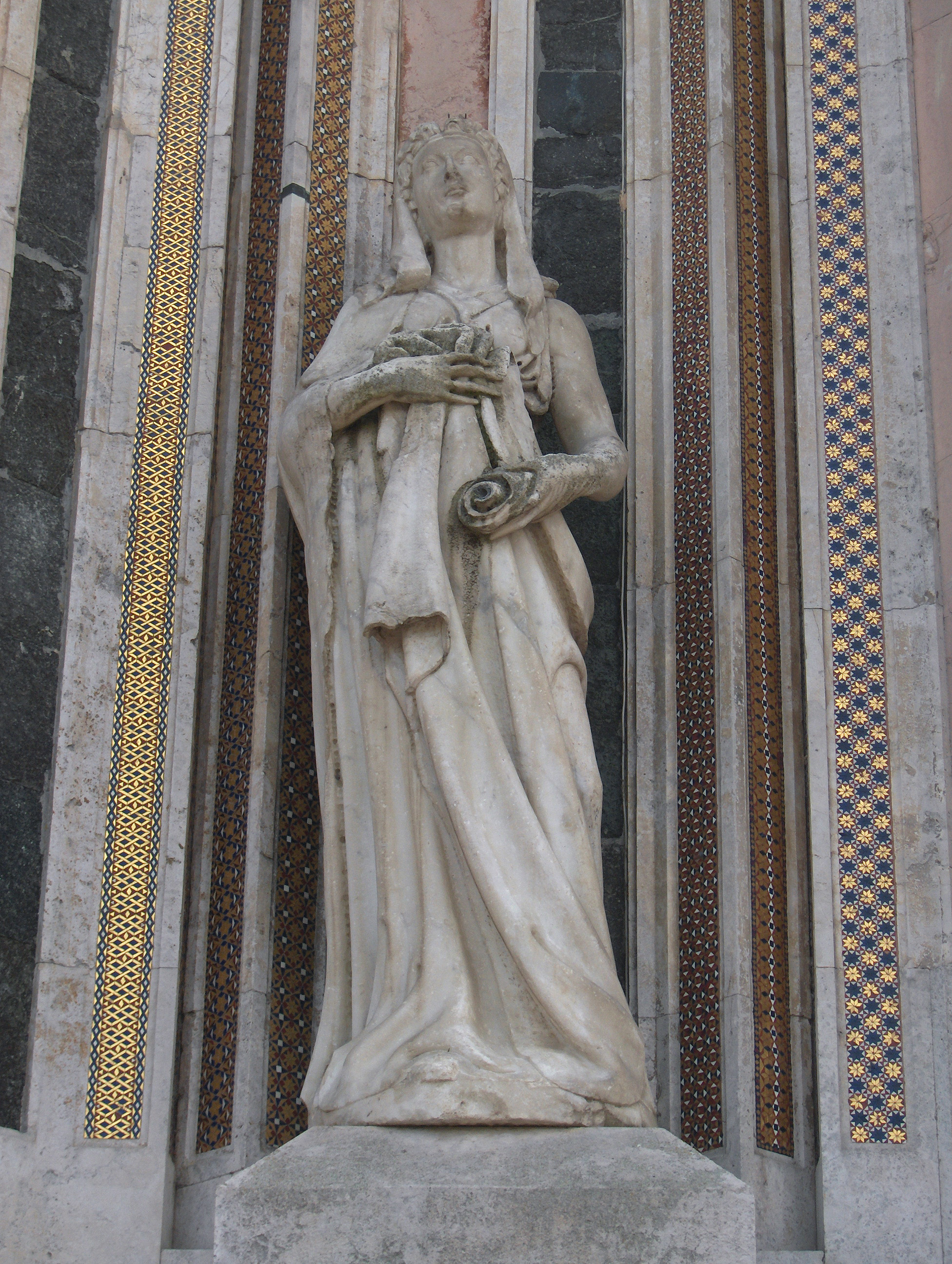
Sibylle von Erithrai, Kathedrale von Orvieto, Italien (1456)

Im Religionsverständnis des Römischen Reiches, vor allem in Provinzen mit vorwiegend hellenischem oder orientalischem Kultureinfluss, war die Sibylle (oder die Sibyllen) als Medium der Gottheit ein vielen vertrautes Konzept. Daher musste oder konnte sich auch das Urchristentum mit ihrer Bedeutung für die „Heidenchristen“ auseinandersetzen, denen die Prophetie des Alten Testamentes fremd war. Einige Kirchenväter wie Augustinus analysieren die Suche nach „Worten Gottes“ bei der Sibylle, wodurch die Sibylle auch Einzug in die schriftliche Tradition des Christentums finden konnte. Durch diese Entwicklung blieben einige Teile der im hellenischen Umfeld entstandenen Sibyllentexte weiterhin im Umlauf, zuerst vor allem im alexandrinischen und dann byzantinischen Raum; jedoch wurden die Texte christlich überformt und mit prophetischen Vorstellungen verbunden. Es entwickelte sich daraus das Konzept der Sibyllen des Mittelalters, in dem die Sibyllen, wie die Propheten, als Künder der Heilsbringung galten und deren Texte in den Klosterbibliotheken der Zeit zu finden waren. Aus diesen Texten gingen die Oracula Sibyllina hervor, wobei darin Original und Bearbeitung der sibyllinischen Weissagungen nicht mehr ohne weitere Untersuchungen zu trennen sind.

### Die jüdische Sibylle
Über mit griechischer Kultur vertraute Juden hatte sich schon ab 140 v. Chr. der griechisch geschriebene Text über eine chaldäisch-jüdische Sibylle verbreitet, die mit dem Namen Sabba oder Sambethe benannt wurde, welche mit einer babylonischen oder auch ägyptischen Prophetin identifiziert wurde. Diese Texte verwendeten ein den Griechen vertrautes Medium, um auch außerhalb der jüdischen Gemeinden das Konzept der messianischen Heilserwartung zu popularisieren und diesen Glauben zu erläutern. Es sind größtenteils Fragmente dieser Texte, die in den Oracula Sibyllina bearbeitet wurden.

## Die zehn Sibyllen von Varro
Varro, ein römischer Historiker des 1. Jahrhunderts v. Chr., unterschied in einem seiner Bücher zehn Sibyllen, die jeweils nach ihrem angeblichen Herkunftsort mit einem geographischen Epithet versehen sind, z. B. Sibylla Persica, Sibylla Libica etc. Varros Buch ist im Originaltext nicht erhalten, aber der Kirchenvater Lactantius listet sie in seinem Buch der Göttlichen Unterweisungen nach Varro auf. Diese Auflistung der Sibyllen wird damit zu einer zentralen Quelle für das weitere Verständnis der Zahl und Bedeutung der Sibyllen in nachfolgender Literatur und Kunst.
Die zehn von Varro genannten Sibyllen sind:
- Persische Sibylle
- Libysche Sibylle
- Sibylle von Delphi
- Cimmerische Sibylle
- Sibylle von Erythrai
- Samische Sibylle
- Sibylle von Cumae
- Hellespontische Sibylle
- Phrygische Sibylle
- Tiburtinische Sibylle

## Die Sibyllen des Mittelalters

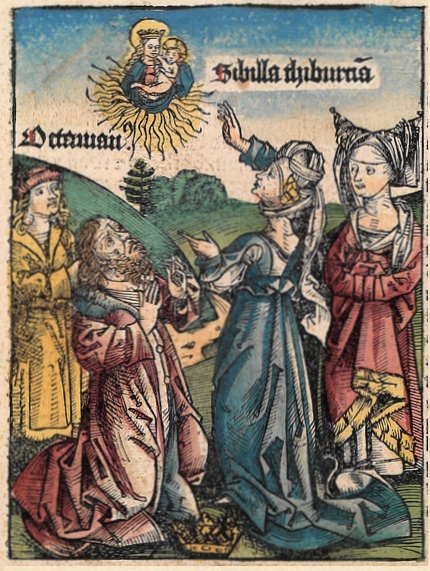
Vision der Tiburtina, in: Schedelsche Weltchronik, 1493

Im Mittelalter wurden unter Gelehrten Texte mit Sibyllinischen Orakeln verbreitet. Diese sollten apokalyptische Prophezeiungen verschiedener Sibyllen enthalten. Populär wurde die Figur der auch von Augustinus genannten Sibylle von Erythrai durch ihre Worte vom „Tag des Gerichts“ (lateinisch dies Irae). Weiter entstanden Legenden zu christlichen Visionen der Sibylle von Tibur oder auch anderer Sibyllen, deren bildliche Darstellungen an gotischen Kirchen und späterer Eingang in Heilsspiegel und volkstümliche Weltchroniken, wie z. B. die Schedelsche Weltchronik von 1493, die Popularität der Sibyllen lange aufrechterhielten.
Im späten Mittelalter werden den zehn von Lactantius genannten Sibyllen manchmal zwei weitere hinzugefügt, um ihre Anzahl jener der sogenannten zwölf kleinen Propheten des Alten Testaments anzugleichen. Es sind dies die Sibylla Agrippina und die Europäische Sibylle.

## Sibyllendarstellungen in der Kunst

### Sibyllendarstellungen in der Renaissance und der Italienischen frühen Neuzeit

Die Sibyllen Michelangelos in der Sixtinischen Kapelle
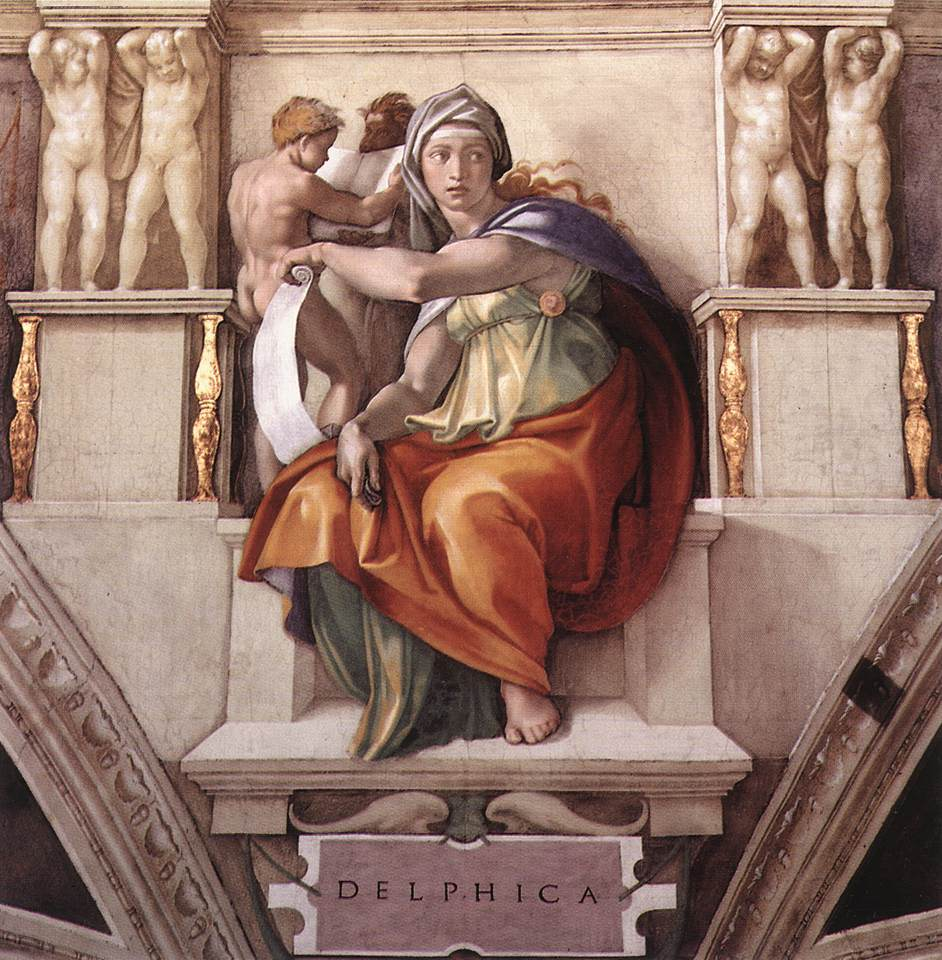
Delphische Sibylle
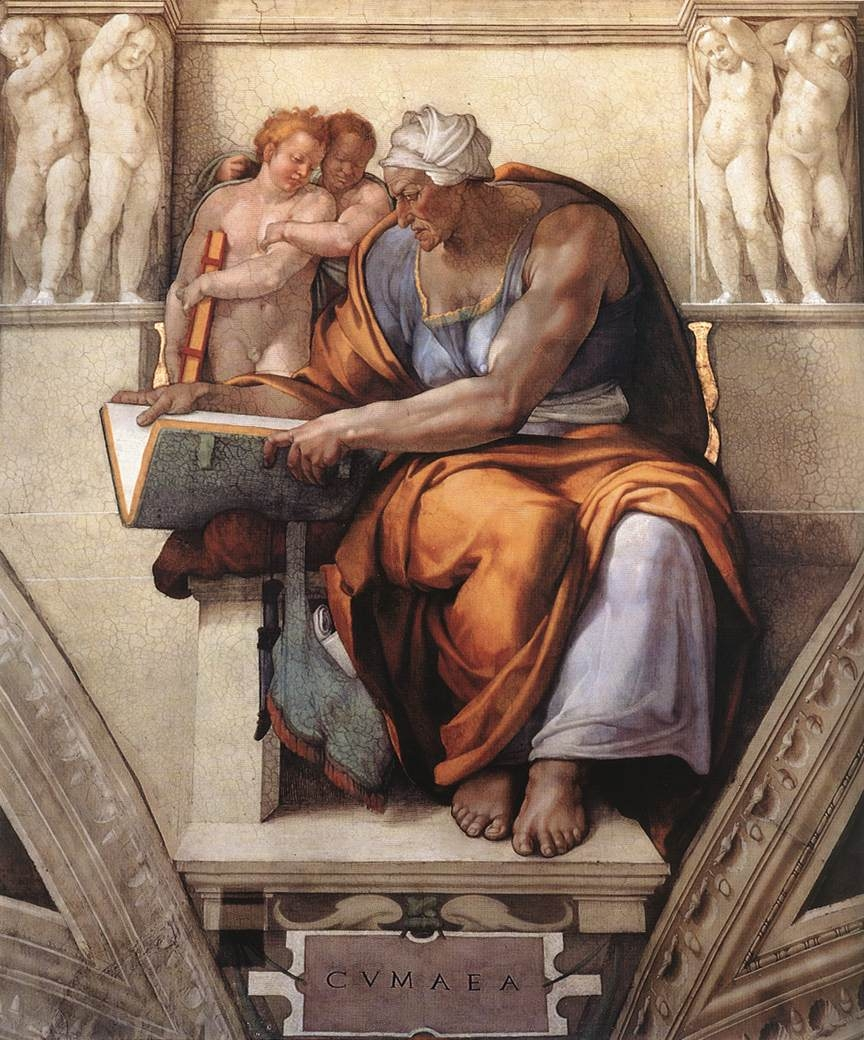
Sibylle von Cumae
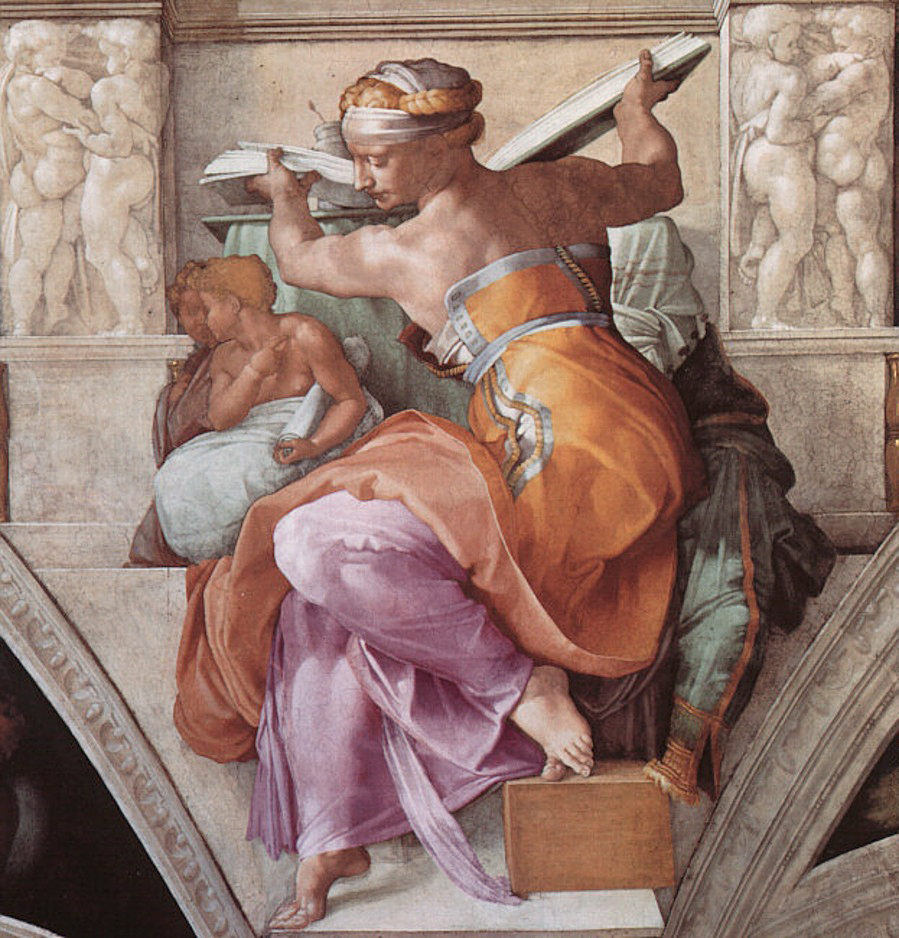
Libysche Sibylle
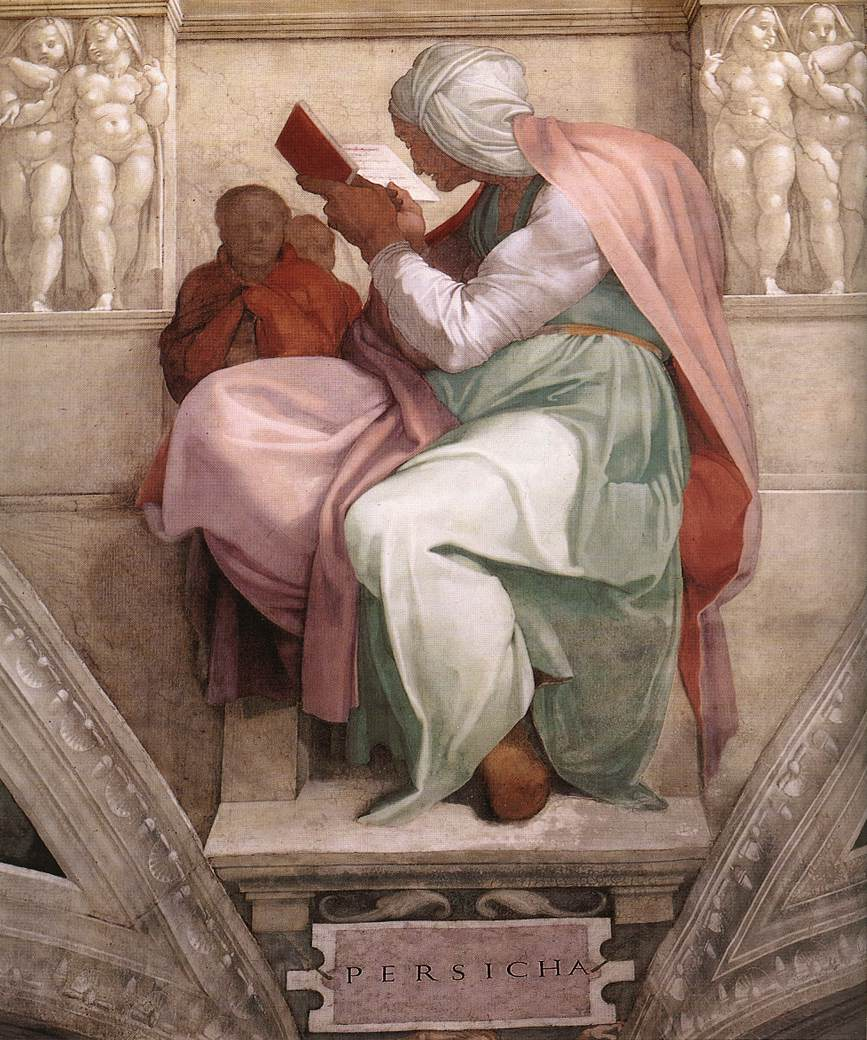
Persische Sibylle
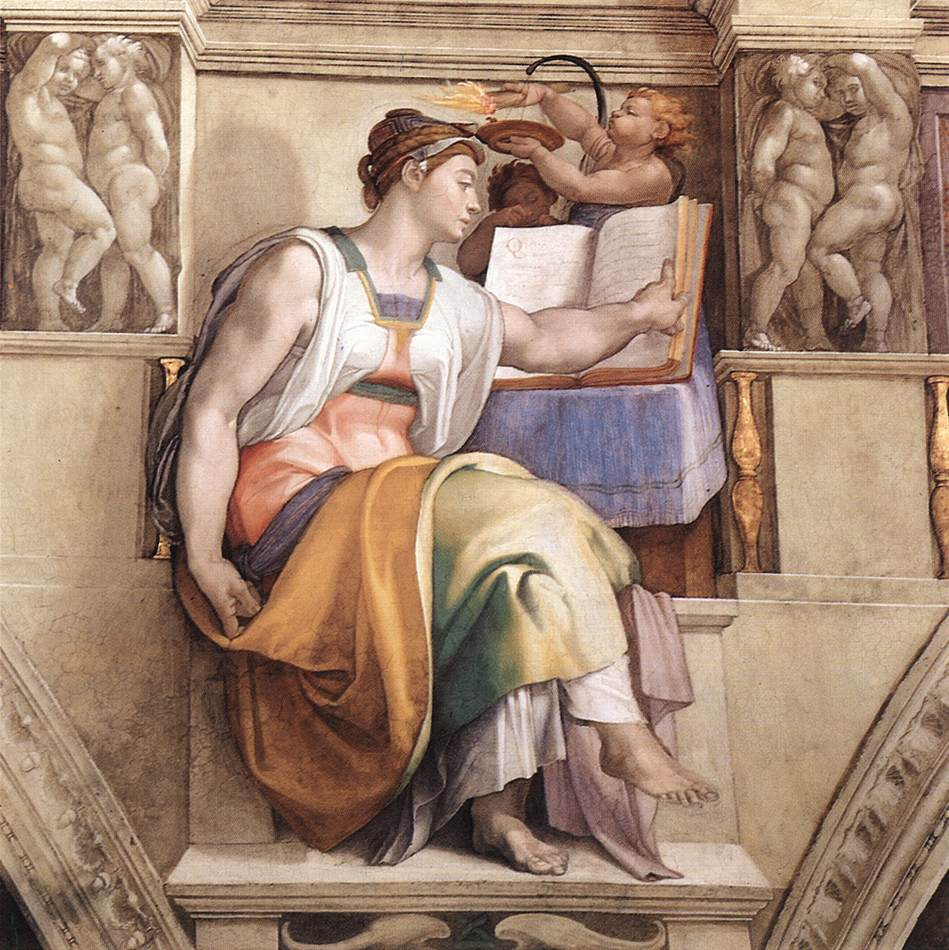
Sibylle von Erythrai

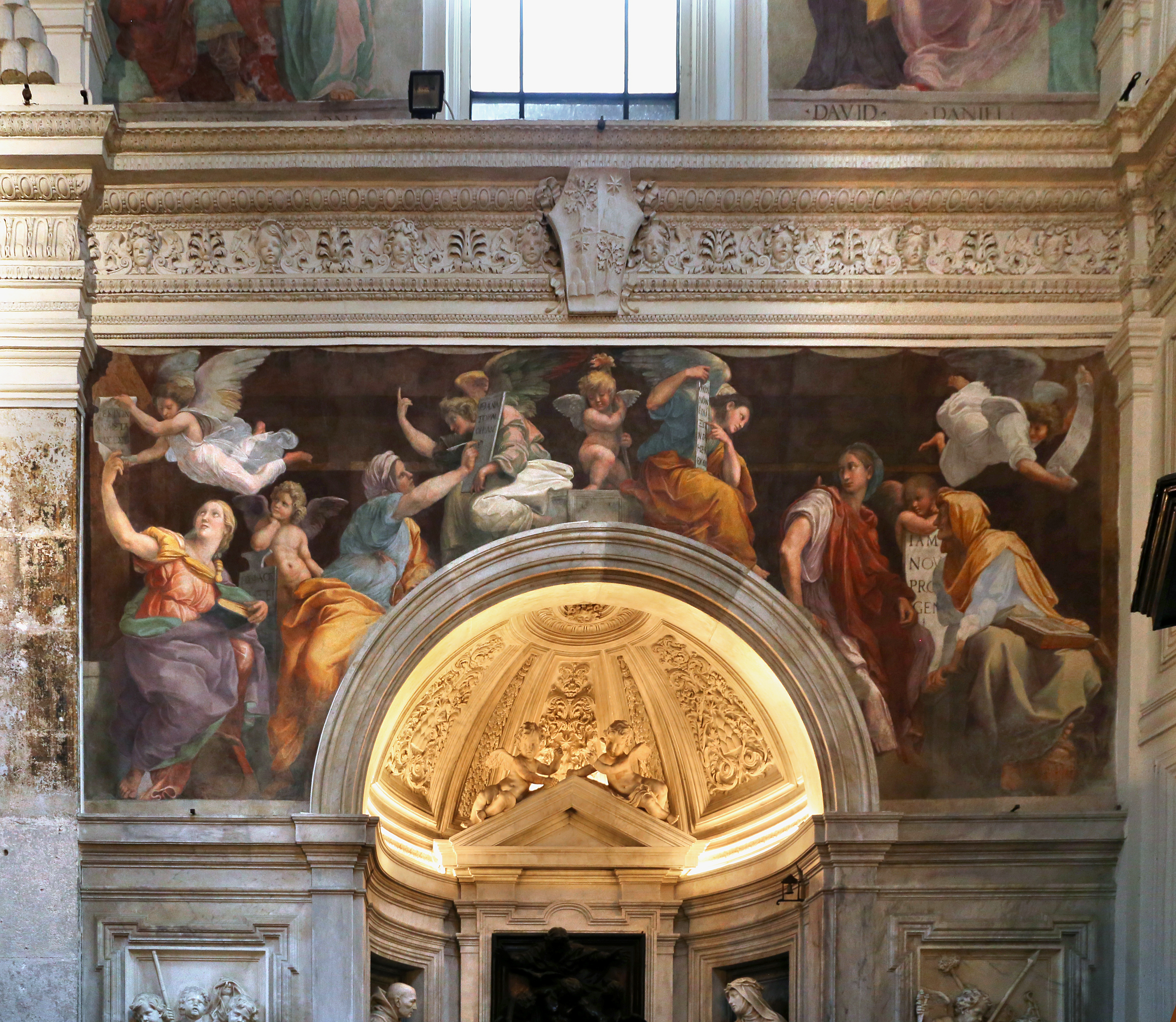
Raffaels Fresko der Sibyllen in der Kirche Santa Maria della Pace

Die wohl bekannteste Darstellung der Sibyllen findet sich in den von Michelangelo gemalten Deckenfresken der Sixtinischen Kapelle von 1512. Neben sieben Propheten werden auch fünf Sibyllen dargestellt. In der italienischen Renaissance waren ähnliche Darstellungen verbreitet, so z. B. von:
- Raffael das Fresko der Sibyllen in der Kirche Santa Maria della Pace in Rom oder von
- Pinturicchio die abwechselnde Darstellung von Sibyllen und Propheten in den Appartamenti Borgia des Vatikans.[8]

In Italien waren Sibyllendarstellungen im 16. Jhd. weit verbreitet, z. B. im Oratorio del Gonfalone.
Der flämische Komponist Orlando di Lasso komponierte zwischen 1556 und 1559 das Sammelwerk Prophetiae sibyllarum.

### Sibyllendarstellungen in den Moldauklöstern
Eine Sibylle als Motiv findet sich auch in Darstellungen des „Stammbaums Jesu“ an Außenwänden der Kirche vom Kloster Sucevița und anderen rumänisch-orthodoxen Kirchen des ausgehenden 16. Jahrhunderts. Diese sind im Zusammenhang mit der byzantinischen Tradition der Sibylleninterpretation zu sehen.

### Sibyllen in der Kunst des Mittelalters

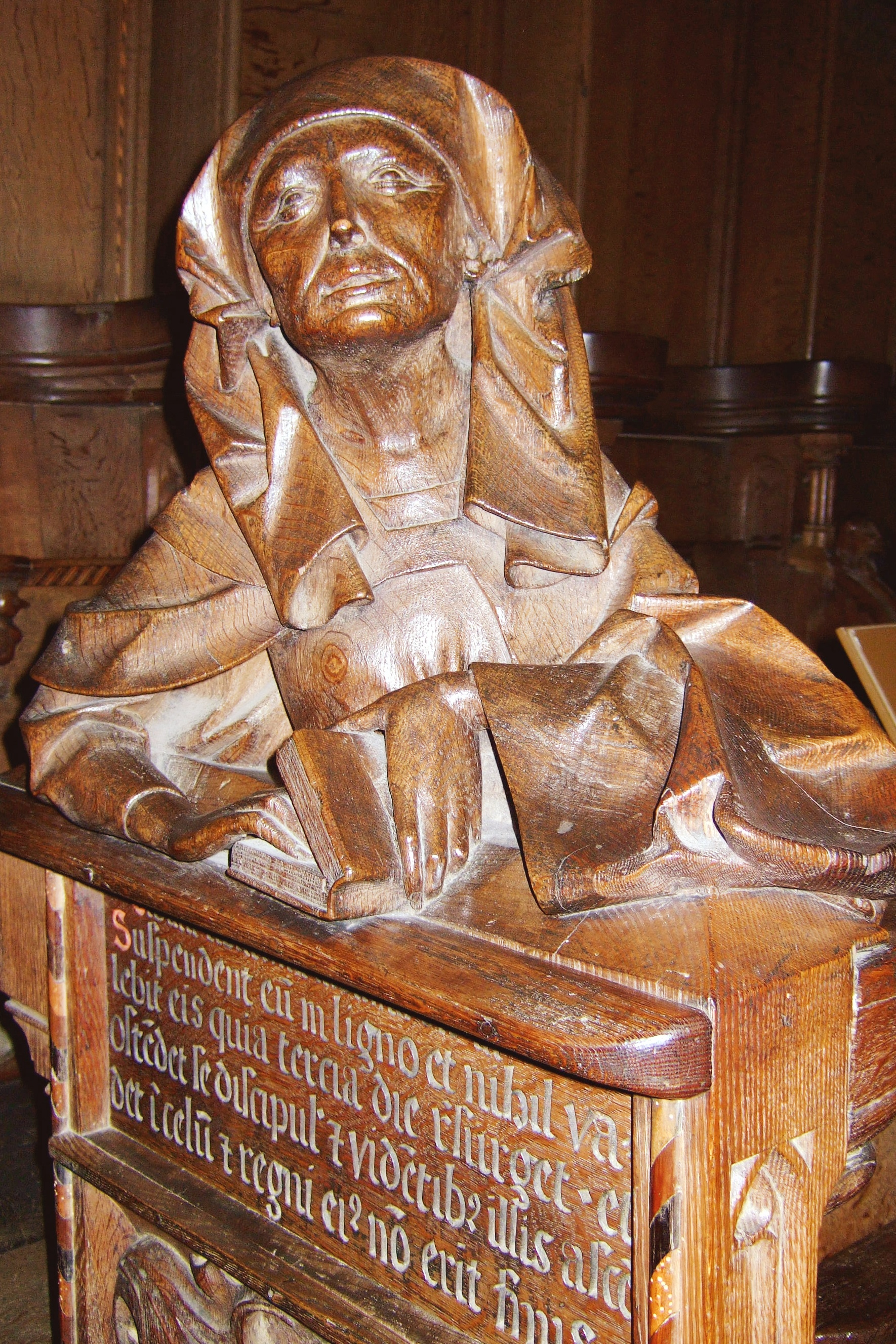
Die tiburtinische Sibylle im Chorgestühl des Ulmer Münsters

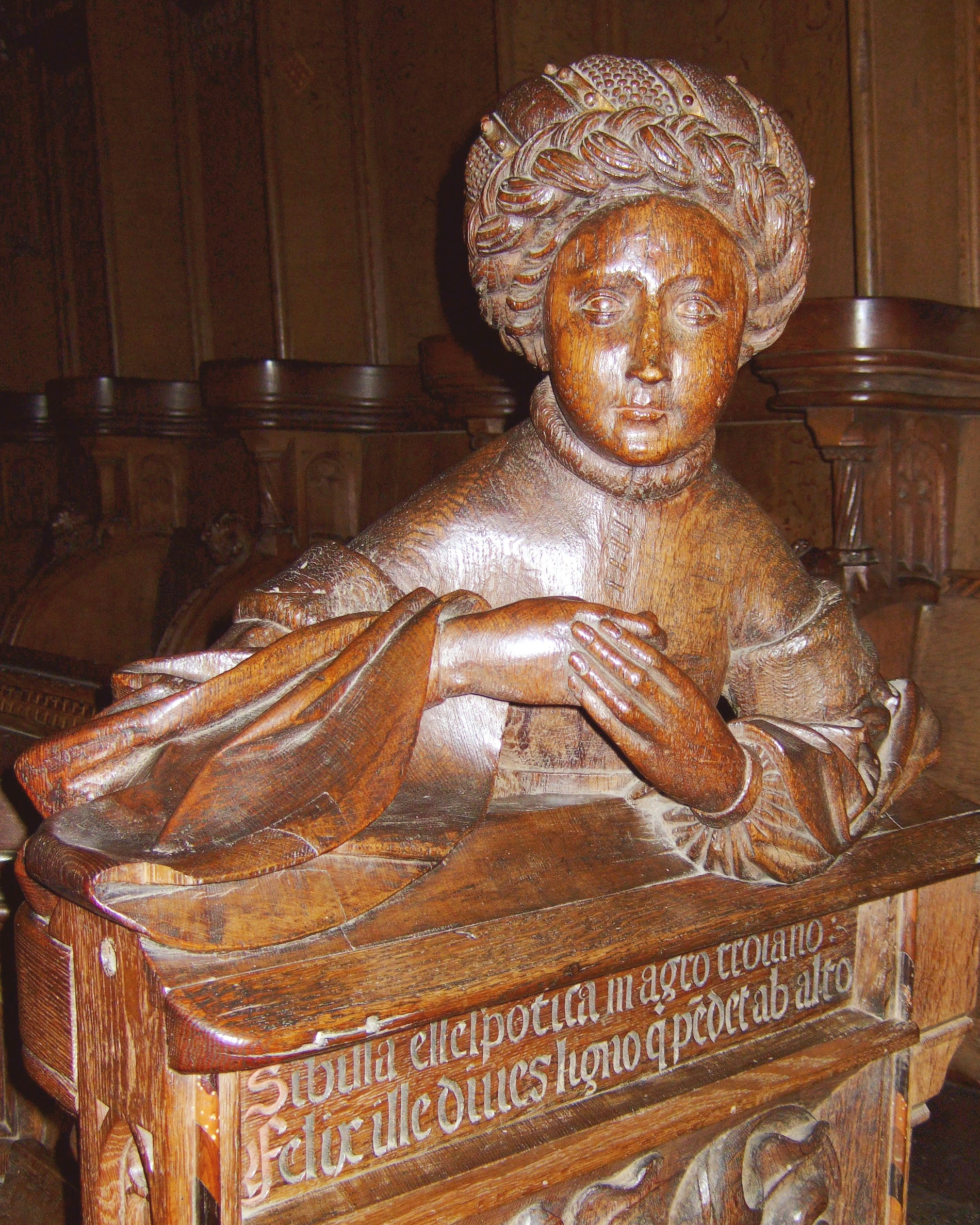
Die hellespontische Sibylle im Chorgestühl des Ulmer Münsters

Das Thema ist jedoch nicht neu, sondern findet sich schon zuvor in zahlreichen Darstellungen der Gotik sowohl in Italien, Frankreich, den Niederlanden/Belgien, als auch in Deutschland und Österreich, unter anderem an folgenden Orten:
- Orvieto: Im „Stammbaum Jesu“ in der Fassade des Domes findet man eine Sibylle neben den Propheten, geschaffen von Lorenzo Maitani (1255–1330).[11]
- Gent: In den beiden mittleren Lünetten der Werktagsseite des 1432 entstandenen Genter Altars von Jan van Eyck sind zwei Sibyllen dargestellt, daneben zwei Propheten.
- Brügge: Im zwischen 1445 und 1448 von Rogier van der Weyden geschaffenen sog. Bladelin-Altar findet sich eine Darstellung der Vision der Tiburtinischen Sibylle.
- Gurk: Die Sibylle von Tibur findet sich auf dem Fastentuch des Gurker Domes von 1458.[12]
- Goslar: Im sogenannten Huldigungssaal im Rathaus von Goslar wird auf Wandgemälden der vollständige Sibyllenzyklus zusammen mit Kaisergestalten abgebildet. Die Arbeiten wurden von einem unbekannten Künstler um ca. 1520 ausgeführt, dem Meister der Goslarer Sibyllen
- Ulm: Am Dreisitz und im Chorgestühl des Ulmer Münsters, von Jörg Syrlin d. Ä. und Michel Erhart zwischen 1468 und 1474 geschaffen, sind insgesamt zehn namentlich genannte Sibyllen im Ensemble mit antiken Gelehrten und im Gesamtprogramm (heiliger) Männer und Frauen des Alten und Neuen Testamentes dargestellt.[13][14]
- Köln: Der Meister der Verherrlichung Mariae stellte um 1470 Kaiser Augustus und die Sibylle von Tibur in einem Bildmotiv dar.[15][16][17]
- Saint-Bertrand-de-Comminges: In der Kathedrale des südfranzösischen Ortes findet man im Chorgestühl auf Holzplatten Darstellungen von 13 namentlich genannten Sibyllen aus dem Jahr 1535.[18]

Auch in Spanien (z. B. in Zamora) und Portugal sind einige gotische Sibyllendarstellungen zu finden.

### Sibyllendarstellungen im Barock

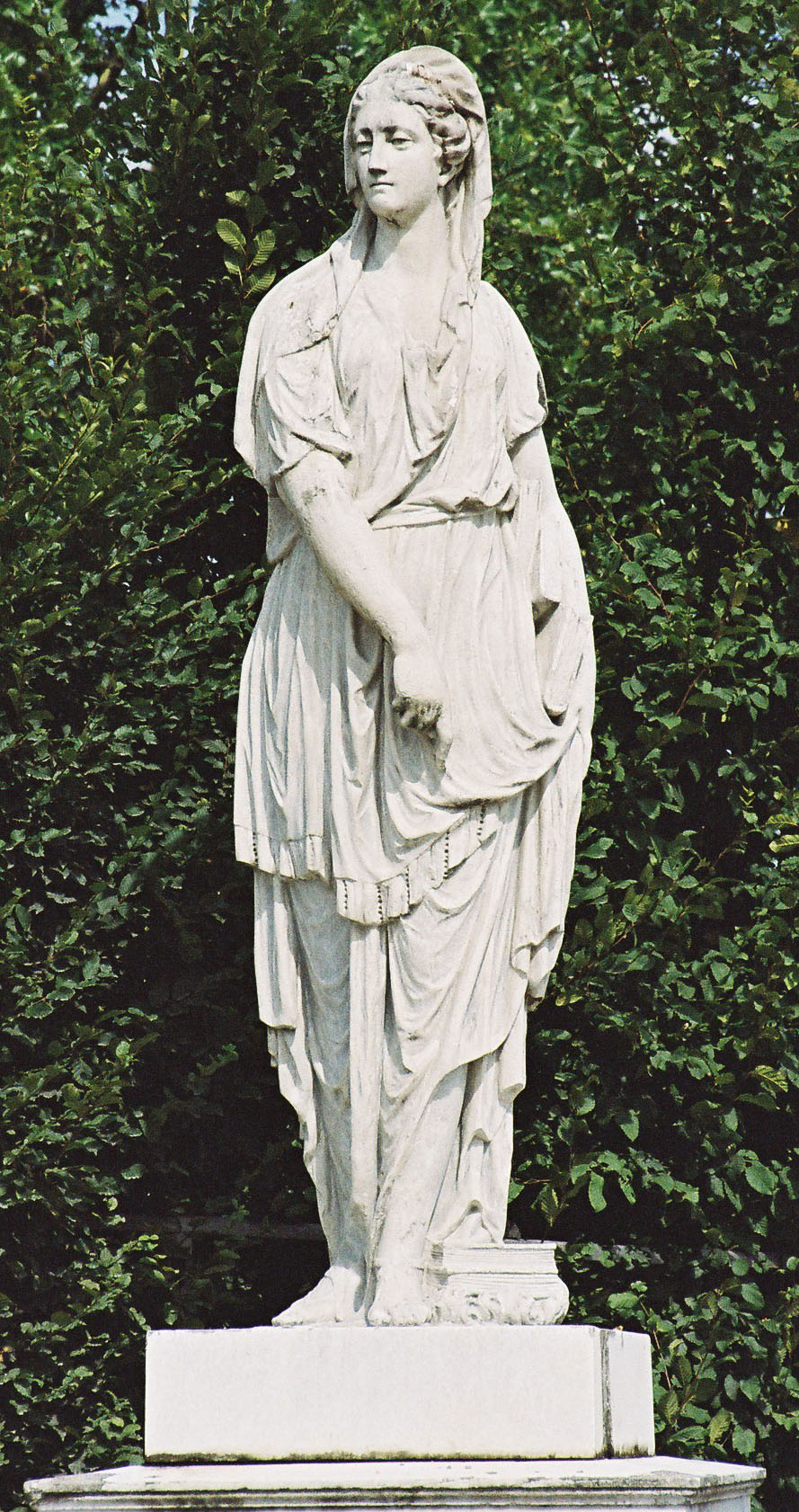
J. Beyer: Cumana, ca. 1780, Schloss Schönbrunn

- Stiftsbibliothek Admont: Im Bibliotheksaal hat der Bildhauer Josef Stammel (1695–1765) acht kleinere, vergoldete Büsten von Sibyllen geschaffen, die unter einer Vielzahl von Büsten von antiken Gelehrten stehen[19]

- Schlosspark Schönbrunn: Unter den Skulpturen und Plastiken um Schloss Schönbrunn steht die Sibylle von Cumae in den Reihen weiterer (mythischer) Figuren, in der Zeit von 1773 bis 1780 nach einem Entwurf von Johann Christian Wilhelm Beyer von Vinzenz Lang begonnen und von Hagenauer beendet. Unter ihrem Arm hält sie drei Siybillinische Bücher.[20]
- Neues Schloss Kißlegg:  acht Sibyllenfiguren von Joseph Anton Feuchtmayer
- Wiener Servitenkirche: mehrere Sibyllenfiguren mit Spruchtafeln sind in der Kirche neben Propheten des Alten Testaments dargestellt (am Gesimse unter der Ovalkuppel)[21]